# Baidu
För andra betydelser, se Baidu (olika betydelser).
Baidu, Inc. (kinesiska: 百度; pinyin: Bǎidù, mer känt enbart som Baidu, är ett kinesiskt företag mest känt för sin söktjänst och relaterade internetencyklopedi med samma namn (se Baidu Baike). Företaget grundades i Peking 2000 och blev i december 2007 det första kinesiska företaget genom tiderna att komma med i NASDAQ-100-indexet.
Företagets söktjänst är den fjärde mest använda i världen (efter Google, Yahoo! och Bing) och är rankad som den fjärde mest besökta webbplatsen på internet av Alexa.

### Fotnoter
1. ↑  ”Company Profile for Baidu.com Inc (BIDU)” (på engelska). Arkiverad från originalet den 13 januari 2009. https://web.archive.org/web/20090113045750/http://www.zenobank.com/index.php?symbol=BIDU&page=quotesearch. Läst 13 augusti 2010.
2. 1 2 3  ”Baidu.com Site Info” (på engelska). Alexa. Arkiverad från originalet den 23 juli 2013. https://web.archive.org/web/20130723040617/http://www.alexa.com/siteinfo/baidu.com. Läst 23 mars 2015.
3. ↑  Aaron Katsman (4 december 2007). ”Baidu.com: NASDAQ 100 inclusion big for China and other emerging markets” (på engelska). Arkiverad från originalet den 15 juli 2010. https://web.archive.org/web/20100715193645/http://www.bloggingstocks.com/2007/12/04/baidu-com-nasdaq-100-inclusion-big-for-china-and-other-emerging/. Läst 13 augusti 2010.
4. ↑  ”Search engine market share” (på engelska). http://marketshare.hitslink.com/search-engine-market-share.aspx?qprid=5. Läst 13 augusti 2010.